# Хмелище
Хме́лище — село в Україні, в Бердичівському районі Житомирської області. Населення становить 170 осіб.

## Географія
Селом тече річка Пустоха.

## Історія
У 1906 році село Солотвинської волості Житомирського повіту Волинської губернії. Відстань від повітового міста 37 верст, від волості 10. Дворів 70, мешканців 422.
Власником села був, зокрема, Тома Чаплич у 1772 році.

## Населення
Згідно з переписом УРСР 1989 року чисельність наявного населення села становила 343 особи, з яких 147 чоловіків та 196 жінок.
За переписом населення України 2001 року в селі мешкало 290 осіб. 100 % населення вказало своєю рідною мовою українську мову.

## Відомі люди
- Пітель Олександр Володимирович (1983-2014) — солдат Збройних сил України, загинув під час боїв за Донецький аеропорт.